# Agnès Bricard
 (juin 2025).
 (juin 2025).
La mise en forme du texte ne suit pas les recommandations de Wikipédia : il faut le « wikifier ».
Les points d'amélioration suivants sont les cas les plus fréquents. Le détail des points à revoir est peut-être précisé sur la page de discussion.
- Les titres sont pré-formatés par le logiciel. Ils ne sont ni en capitales, ni en gras.
- Le texte ne doit pas être écrit en capitales (les noms de famille non plus), ni en gras, ni en italique, ni en « petit »…
- Le gras n'est utilisé que pour surligner le titre de l'article dans l'introduction, une seule fois.
- L'italique est rarement utilisé : mots en langue étrangère, titres d'œuvres, noms de bateaux, etc.
- Les citations ne sont pas en italique mais en corps de texte normal. Elles sont entourées par des guillemets français : « et ».
- Les listes à puces sont à éviter, des paragraphes rédigés étant largement préférés. Les tableaux sont à réserver à la présentation de données structurées (résultats, etc.).
- Les appels de note de bas de page (petits chiffres en exposant, introduits par l'outil «  Source ») sont à placer entre la fin de phrase et le point final[comme ça].
- Les liens internes (vers d'autres articles de Wikipédia) sont à choisir avec parcimonie. Créez des liens vers des articles approfondissant le sujet. Les termes génériques sans rapport avec le sujet sont à éviter, ainsi que les répétitions de liens vers un même terme.
- Les liens externes sont à placer uniquement dans une section « Liens externes », à la fin de l'article. Ces liens sont à choisir avec parcimonie suivant les règles définies. Si un lien sert de source à l'article, son insertion dans le texte est à faire par les notes de bas de page.
- La présentation des références doit suivre les conventions bibliographiques. Il est recommandé d'utiliser les modèles {{Ouvrage}}, {{Chapitre}}, {{Article}}, {{Lien web}} et/ou {{Bibliographie}}. Le mode d'édition visuel peut mettre en forme automatiquement les références.
- Insérer une infobox (cadre d'informations à droite) n'est pas obligatoire pour parachever la mise en page.

Pour une aide détaillée, merci de consulter Aide:Wikification.
Si vous pensez que ces points ont été résolus, vous pouvez retirer ce bandeau et améliorer la mise en forme d'un autre article.
Pour les articles homonymes, voir Bricard.
Agnès Bricard, née le 19 décembre 1952 à Angers (Maine-et-Loire), est expert-comptable et commissaire aux comptes.
En 2011, elle devient la première femme présidente du Conseil supérieur de l'Ordre des experts-comptables. En 2012, elle fonde la Fédération femmes administrateurs et en devient présidente.

## Biographie
Elle est la première femme à présider le Conseil supérieur de l’Ordre des experts-comptables (mars 2011 - mars 2013).
En juillet 2012, elle devient présidente fondatrice de la Fédération femmes administrateurs
Depuis mars 2014, elle est Conseiller du commerce extérieur de la France.

## Parcours professionnel
Impliquée dans les instances professionnelles, elle préside l'Association nationales de experts-comptables stagiaires réglementés (ANECS) et est présidente fondatrice du Club des jeunes experts-comptables diplômés, le CJEC de 1983 à 1985.
De 1987 à 2004, elle est membre élue à l’Ordre des experts-comptables région Paris Île-de-France, organisation qu’elle dirigera de 2001 à 2002. 
Élue au Conseil supérieur de l’Ordre des experts-comptables entre 2005 et 2013, elle occupe les fonctions de présidente du club Secteur public et du comité Collectivités locales et Associations jusqu’en 2008. Par la suite, elle sera élue vice-présidente du Conseil supérieur de l’Ordre chargée du secteur Évolution des marchés le 3 mars 2009.
Membre titulaire de la Commission départementale des impôts à Paris de 1996 à 2004, elle est aussi membre du Conseil national de la création d’entreprises de 2003 à 2005.
De 2002 à 2004, elle est présidente déléguée du Centre d'information et de prévention (CIP) au niveau national.
Entre 2009 et 2013, elle est administrateur de l’Agence pour la création d’entreprises (APCE).
À la suite de la loi no 2010-853 du 23 juillet 2010 relative aux réseaux consulaires, au commerce, à l’artisanat et aux services qui autorise les experts-comptables à être administrateurs, elle annonce la création de l’Association des femmes diplômées d’expertise-comptable administrateurs lors du 65e congrès du CSOEC et en assure la coprésidence de 2010 à 2012.

### Autres activités professionnelles
Membre du club Présence et Promotion femme française depuis 1990.
Vice-présidente du club Action de femmes (présence des femmes dans les conseils d’administration des sociétés du CAC 40).
Par arrêté du 26 juillet 2009, elle est nommée personnalité qualifiée en matière de comptabilité privée au Conseil de normalisation des comptes publics (CNOC).
En 2011, elle devient colonel de la réserve citoyenne de l’armée de l’air – Réseau Ader (12e promotion) puis administrateur de l’Académie de l’intelligence économique l’année suivante.
Par décret du 18 mars 2014, elle est nommée conseillère du commerce extérieur de la France.
Elle est membre du conseil d'administration Place des Investisseurs depuis 2023.

### Participation aux travaux préparatoires des projets de lois
- Loi prévention et rebond, projet préparation octobre 2013 sur la réforme de la justice commerciale [4]

## Distinctions
- Lauréate du prix La Tribune Women’s Awards[5] catégorie «Finances » en 2011, elle remporte le grand prix Allianz toutes catégories confondues.
- Chevalière de la Légion d'honneur depuis le 21 avril 2005[6], elle est promue officier en 2017.
- Chevalière de l'ordre national du Mérite depuis le 14 mai 2001[7], elle est promue officier en 2010[8].

## Ouvrages
- Marc-Antoine Duval, Thibault du Manoir de Juaye et Agnès Bricard, Les Nouveaux Territoires de l’intelligence économique, Editions Club Secteur Public du CSOEC, 28 mai 2009
- Agnès Bricard, Reprendre une entreprise, Editions Express Roularta, 2009
- Agnès Bricard, Élisabeth Lacroix-Philips, Thomas Legrain et Marc Morin, Accompagner le chef d’entreprise en difficulté, LexisNexis, 25 janvier 2007

## Articles et publications
- La SPFPL est un levier de conquête et d’efficacité, interview d’Agnès Bricard, Stéphane Fantuz et Edouard de Lamaze, AGEFI Actifs, 7 février 2014[9].
- Interview d’Agnès Bricard par Thibault Lieurade, Xerficanal, 30 janvier 2014[10].
- Avocats et experts comptables : les bienfaits d'une alliance, Agnès Bricard et Edouard de Lamaze, Les Échos, 10 janvier 2014[11].
- Femmes administrateurs : un parcours à succès au service de la modernisation, Les Annonces de la Seine, N°72, 19 décembre 2013[12].
- Les femmes administrateurs siègent dans des entreprises plus performantes que celles dirigées par les hommes, Agnès Bricard, le Cercle Les Échos, 3 décembre 2013[13].
- La restructuration financière, un objectif pour la pérennité des entreprises, Agnès Bricard, le Cercle Les Échos, 4 novembre 2013[14].
- Ministère des Droits des femmes : Les 7 jours de l’égalité professionnelle, les entreprises se mobilisent, Les Annonces de la Seine, N°62, 7 novembre 2013.
- La parité pour un management différent, Agnès Bricard, le Cercle Les Échos, 28 août 2013[15].
- Le crédit d’impôt compétitivité emploi est une bouffée d’oxygène pour les PME, Agnès Bricard, Les Échos Business, 8 février 2013[16].
- Ordre des experts-comptables : Une profession réunie autour de sa marque en 2013, Les Annonces de la Seine, N°5, 21 janvier 2013[17].
- Interview croisée d’Agnès Bricard et de Christian Charrière-Bournazel, actuel-expert-comptable.fr, 5 juin 2012.
- Détecter et faire grandir les entreprises à potentiel : une priorité, Agnès Bricard, le Cercle Les Échos, 13 avril 2012[18].
- Impôt sur le revenu Campagne 2012 : les nouveautés, interview d’Agnès Bricard, RTL, 13 avril 2012[19].
- L’alliance CSOEC & GLP-MDS : une simplification exemplaire, SIC, mars 2012.
- Le Financement des PME… un sujet de première importance, Interview d’Agnès Bricard, le Juge du Commerce, N°47, mars 2012.
- ISF, ce qui change cette année, Agnès Bricard, Paris Match, N°3253, 22 septembre 2011[20].
- Compagnie des xonseils et experts financiers, « Rendez-vous annuel de la conjoncture », Les Annonces de la Seine, N°51, 15 septembre 2011.
- Le développement pérenne des TPE-PME, grande cause nationale, Agnès Bricard, le Cercle Les Échos, 31 août 2011[21].
- Les actions de la profession comptable en direction de la petite entreprise, en matière de financement, Interview d’Agnès Bricard, La Lettre de l’Observatoire Consulaire des Entreprises en Difficultés, N°37, décembre 2011.
- Association des femmes diplômées d’expertise comptable administrateurs, Les Annonces de la Seine, N°36, 20 juin 2011.
- Changement de majorité au Conseil de l’Ordre des experts-comptables, Les Échos, 27 février 2009[22].
- Interview d’Agnès Bricard, OSEO, le 17 novembre 2008.

## Émissions
- Interview d’Agnès Bricard par Hedwige Chevrillon, BFM Business, 7 mars 2014[23].
- Intervention d’Agnès Bricard dans l’émission Tout peut Changer, France 3, 3 mars 2014[24].
- Interview d’Agnès Bricard, BFM Business, le 9 février 2013.
- La tendance du moment : le networking au féminin, Intervention d’Agnès Bricard dans l’émission Paris est à vous, BFM Business, 24 avril 2013[25].
- Intervention d’Agnès Bricard dans l’émission Les Experts de Nicolas Doze, BFM Business, 18 mars 2013[26].
- Participation d’Agnès Bricard dans Ça peut vous arriver, émission animée par Julien Courbet, RTL, 20 juin 2012[27].
- Interview d’Agnès Bricard dans une émission spéciale déclaration des revenus, RTL, 17 mai 2011[28].
- Interview d’Agnès Bricard, BFM Business, le 9 mars 2011.
- Participation d’Agnès Bricard dans Ça peut vous arriver, émission animée par Julien Courbet, RTL, 8 juin 2009[29].